# 50 Cent

Curtis James Jackson III, bolj poznan pod imenom ustvarjanja 50 Cent, ameriški raper, * 6. julij 1975, Queens.
50 Cent sodeluje s številnimi drugimi glasbeniki, med drugim tudi z Dr. Drejem in Eminemom. Leta 2000 je bil devetkrat ustreljen, vendar je po nekaj mesecih okrevanja ponovno začel ustvarjati. Ima tudi svojo znamko oblačil G-unit, G-unit je tudi glasbena skupina.

## Solo albumi
- Get Rich or Die Tryin' (2003) prodanih 12 milijonov
- The Massacre (2005) prodanih 9,8 milijonov
- Curtis (50 Cent album) (2007)
- Before I Self Destruct (2008)
- The Best Of (2008/09)
- Animal Ambition (2014)

### G-Unit
- Beg for Mercy (2003)
- T.O.S. (Terminate On Sight) (2008)